# Yukonfloden

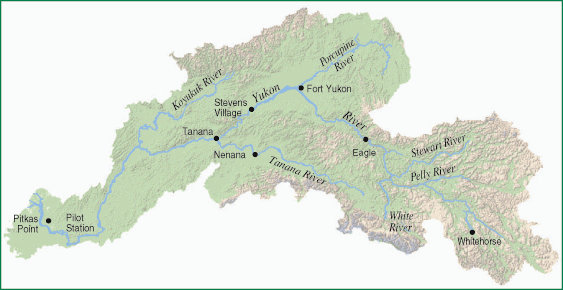
Yukons avrinningsområde.

Yukonfloden (engelska Yukon River, gwich’in Yukon, yupik Kwiguk, franska fleuve Yukon) är en stor flod i nordvästra Nordamerika. Över hälften av flodens hela längd sträcker sig genom den amerikanska delstaten Alaska, och den största delen av återstoden ligger i det kanadensiska territoriet Yukon, en liten del rinner även genom British Columbia. Floden är 3 700 kilometer lång och rinner ut i Berings hav vid Yukon-Kuskokwim-deltat. Dess genomsnittsflöde är 6 430 m³/s. Det totala avrinningsområdet är på 832 700 km², varav 323 800 km² i Kanada.
Som den längsta floden i Alaska och Yukon var den en av de viktigaste transportlederna under guldruschen i Klondike mellan 1896 och 1903. Floden trafikerades av flodbåtar fram till 1950-talet, då Klondike Highway färdigställdes.Yukon betyder "stor flod" på språket gwich’in. Yupiknamnet Kwiguk betyder "stor ström". Floden har blivit kraftigt förorenad av guldutvinning, militära installationer, dumpning, med mera. Yukon River Inter-Tribal Watershed Council, en förening grundad av 64 olika First Nations och andra stammar i Alaska och Kanada, kämpar för att åter göra flodens vatten drickbart.

## Sträckning

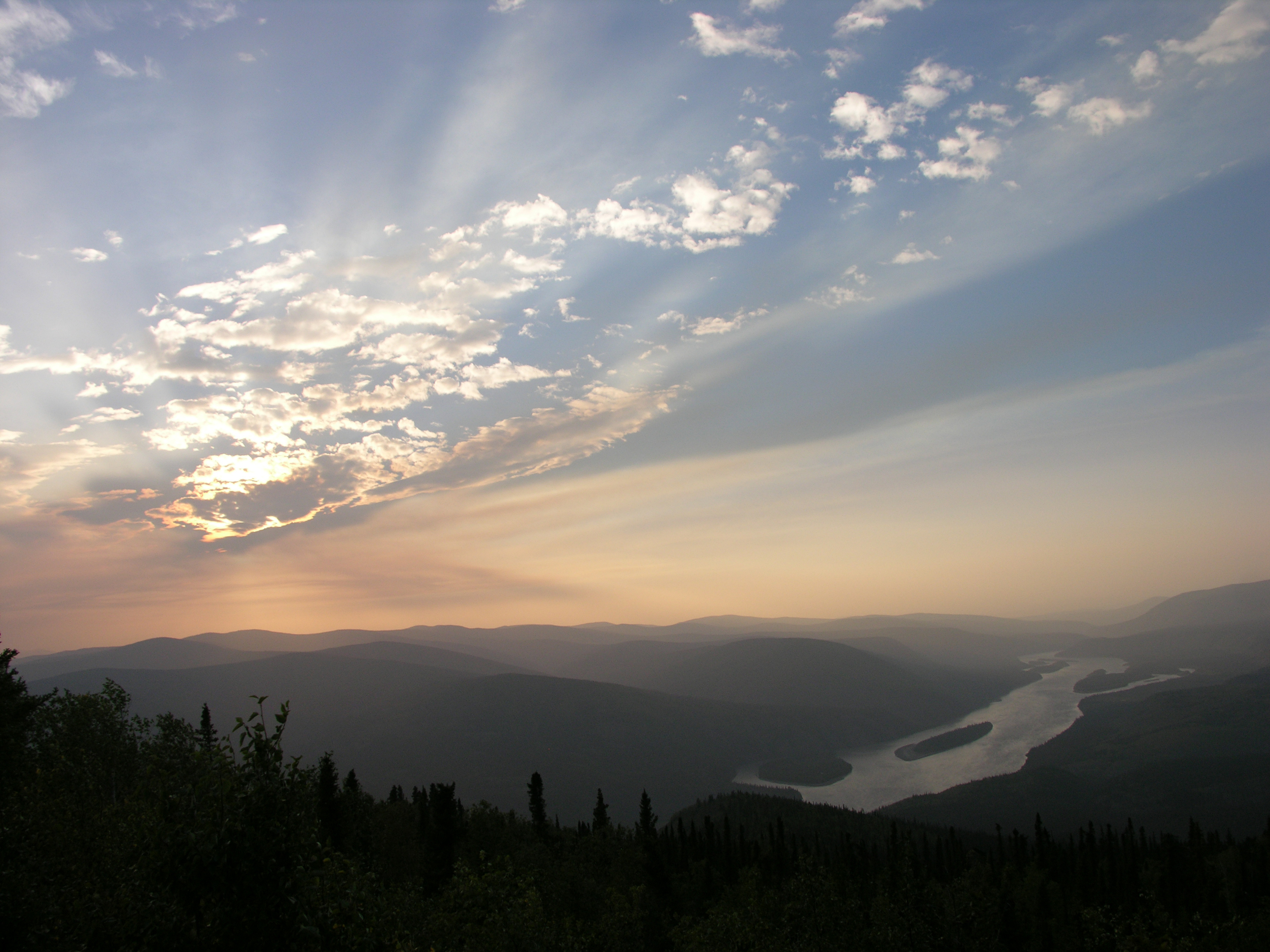
Vy över Yukonfloden vid Dawson City

Floden har enligt den mest erkända teorin sin källa vid Llewellynglaciären vid södra delen av Atlin Lake i British Columbia. Floden rinner genom bosättningarna Whitehorse, Carmacks och Dawson City i Yukon, och genom Circle, Fort Yukon, Stevens Village, Tanana, Ruby, Galena, Nulato, Grayling, Holy Cross, Russian Mission, Marshall, Pilot Station, St. Marys och Mountain Village. Efter Mountain Village delar floden sig i flera fåror som rinner genom deltat ut i Berings hav. Det finns ett antal bosättningar efter denna uppdelning, de är Nunum Iqua, Alakanuk, Emmonak och Kotlik. Av dessa är Emmonak störst med ungefär 760 invånare.

## Faror

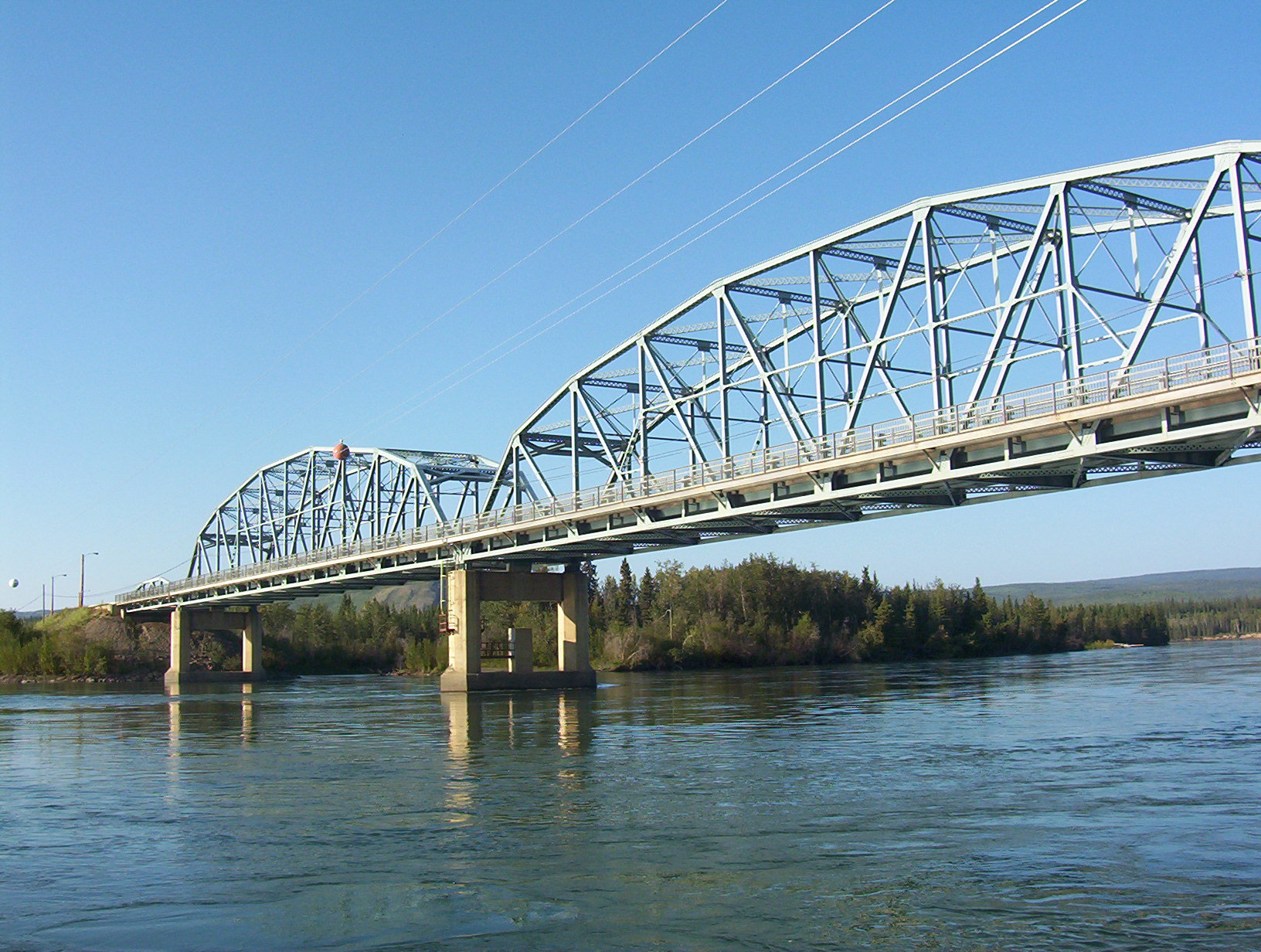
Bron över Yukonfloden vid Carmacks på Klondike Highway.

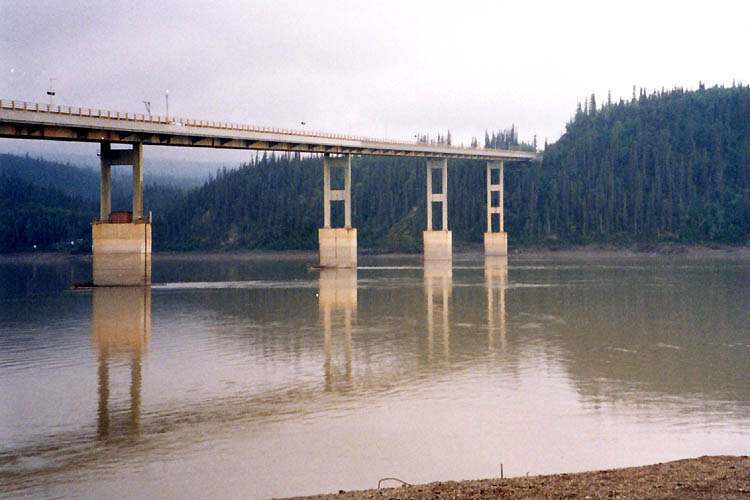
E. L. Patton Yukon River Bridge bär Dalton Highway över Yukonfloden norr om Fairbanks.

Vulkaner nära Yukonfloden, såsom Volcano Mountain, kan en gång i tiden ha blockerat eller förändrat flodens väg på grund av lavafloder. Eventuella framtida händelser skulle kraftigt kunna påverka de boende i flodområdet.

## Broar
Längs med floden finns fyra broar och en bilfärja avsedda för motorfordon, listade i ordning, uppströms först.
- Lewesbron, norr om Marsh Lake på Alaska Highway
- Robert Campbell-bron som binder ihop Whitehorse förort Riverdale med stadens centrum
- Yukonflodenbron i Carmacks, på Klondike Highway
- En bilfärja korsar floden vid Dawson City under sommaren, den ersätts av en isbro över den frusna floden under vintern. Under mars 2004 planerades en permanent bro, men de beräknade kostnaderna var för höga.
- E. L. Patton Yukon River-bron (700 m lång), norr om Fairbanks på Dalton Highway

Det finns dessutom två broar avsedda för fotgängare i Whitehorse, en fördämning och ett vattenkraftverk. Fördämningen skapade Schwatka Lake.
Floden flyter igenom flera skyddsområden, dessa är:
- Innoko National Wildlife Refuge
- Nowitna National Wildlife Refuge
- Yukon-Charley Rivers National Preserve
- Yukon Delta National Wildlife Refuge
- Yukon Flats National Wildlife Refuge

## Bifloder

### Yukon
- Takhini River
- Big Salmon River
- Little Salmon River
- Nordenskiold River
- Teslin River
- Pelly River
  - Macmillan River
- Stewart River
  - Nadaleen River
  - Lansing River
  - Hess River
  - McQuesten River
- White River
  - Donjek River
    - Kluane River
    - Nisling River

  - Beaver Creek
- Sixtymile River
- Indian River
- Klondike River
- Fortymile River

### Alaska
- Tatonduk River
- Seventymile River
- Nation River
- Kandik River
- Charley River
- Porcupine River

(bifloder i Yukon)
- - Miner River
    - Fishing Branch

  - Bell River
    - Eagle River
    - Rock River

  - Driftwood River
  - Old Crow River
  - Bluefish River

(bifloder i Alaska)
- - Coleen River
  - Black River
    - Wood River
    - Bear Mountain Creek
    - Mountain Creek

  - Chandalar Creek
  - Sheenjek River
    - Sheenjek River East Fork
    - Koness River
    - Eskimo Creek
- Christian River
- Chandalar River
  - East Fork Chandalar River
    - Junjik River
    - Wind River

  - Middle Fork Chandalar River
  - North Fork Chandalar River
  - West Fork Chandalar River
  - Marten Creek
- Birch Creek
- Hadweenzic River
- Beaver Creek
- Hodzana River
- Dall River
- Ray River
- Big Salt River
- Hess Creek
- Garnet Creek
  - Fish Creek
- Texas Creek
- Coal Creek
- Tanana River
  - Nabesna River
  - Chisana River
  - Tetlin River
  - Goodpaster River
  - Delta River
  - Salcha River
  - Chena River
  - Wood River
  - Nenana River
  - Tolovana River
  - Kantishna River
- NC Creek
- Tozitna River
  - Bluebell Creek
  - Dagislakhna Creek
    - Banddana Creek
- Blind River
- Bering Creek
- Nowitna River
  - Sulatna River
- Big Creek
  - Beaver Creek
  - Glacier Creek
- Melozitna River
  - Black Sand Creek
  - Little Melozitna River
- Ruby Slough
- Yuki River
  - East Fork Yuki River
- Kala Creek
  - Kelly Creek
- Galena Creek
- Bishop Creek
- Koyukuk River
  - Workyard Creek
  - Gisasa River
  - Kateel River
  - Dulbi River
  - Huslia River
    - Nulitna River
    - Tom Cook Slough
    - Billy Hawk Creek

  - Cutoff Slough
  - Hogatza River
    - Clear Creek

  - Batza River
  - Matthews Slough
    - Little Indian River
    - Indian River
      - Calamity Creek

    - Pocahontas Creek

  - Kanuti River
  - Discovery Creek
  - Alatna River
    - Siruk Creek

  - South Fork Koyokouk River
    - Jim River

  - Jane Creek
  - John River
  - North Fork Koyukuk River
- Nulato River
- Khotol River
- Anvik River
- Bonasila River
  - Stuyahok River
- Innoko River
  - Paimiut Slough
    - Reindeer River

  - Iditarod River
    - Yetna River
    - First Chance Creek

  - Mud River
  - Dishna River
    - Coffee Creek
    - Tolstoi Creek
      - Madison Creek
      - Mastodon Creek
        - Hurst Creek

  - Taft Creek
  - Finland Creek
  - Scandinavian Creek
  - North Fork Innoko River
    - Tango Creek
    - West Fork North Fork Innoko River

  - Colorado Creek
- Kako Creek
- Engineer Creek
- Reindeer River
- Atchuelinguk River
- Andreafsky River
- Kashunuk River